# Aulacoserica rufofusca
Aulacoserica rufofusca är en skalbaggsart som beskrevs av Moser 1918. Aulacoserica rufofusca ingår i släktet Aulacoserica och familjen Melolonthidae. Inga underarter finns listade.